# Bayerische Volkserhebung

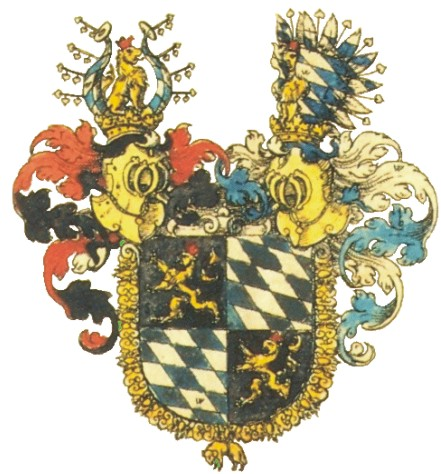
Wappen Bayerns 1703

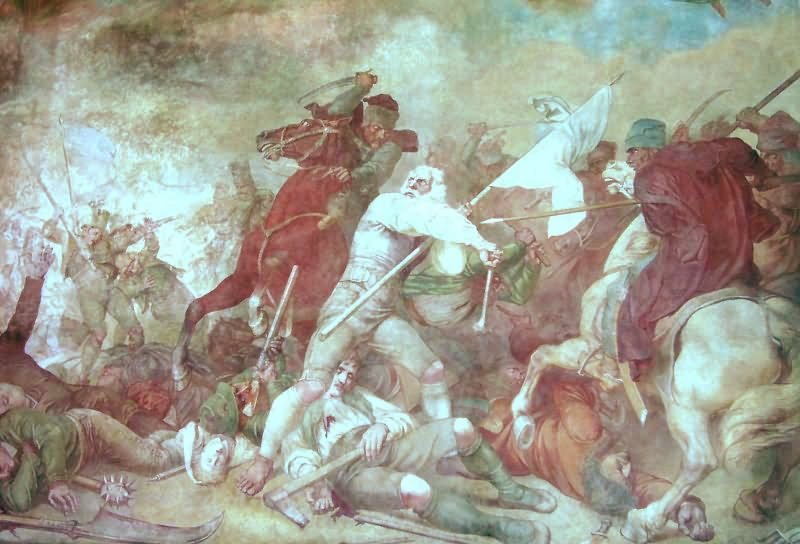
Die Sendlinger Bauernschlacht 1705, Detail aus dem Fresko von Wilhelm Lindenschmit d. Ä. an der alten Pfarrkirche in Sendling.

Bayerische Volkserhebung ist die Bezeichnung eines Aufstandes gegen die österreichische Besatzung in den Jahren 1705 und 1706, während des Spanischen Erbfolgekrieges (1701–1713/14). Nach der Vertreibung von Kurfürst Max Emanuel wurde Bayern von Truppen Josephs I., des Kaisers des Heiligen Römischen Reiches, besetzt. Das bairische Volk erhob sich gegen die kaiserliche Besatzung; Sie dauerte von Anfang November 1705 bis zum 18. Januar 1706 rund 75 Tage. Das Ereignis mit der größten Nachwirkung in der kollektiven Erinnerung war die Sendlinger Mordweihnacht.

## Vorgeschichte
Am 13. August 1704 unterlagen die verbündeten französischen und bayerischen Truppen in der Schlacht von Höchstädt den Alliierten. Für Bayern, den kleineren Partner Frankreichs, bedeutete dies das militärische Ausscheiden aus dem Krieg. Max Emanuel wurde mit Reichsacht belegt und begab sich unter französischer Protektion nach Brüssel, wo er bereits in den 1690er Jahren als Statthalter der Spanischen Niederlande residiert hatte. Die Regentschaft der Wittelsbacher ging vorübergehend in die Hände der bayerischen Kurfürstin Therese Kunigunde. Im Frühjahr 1705 verstarb jedoch Kaiser Leopold I. Sein Sohn und Nachfolger Joseph I. ließ das bayerische Oberland und die Residenzstadt München besetzen und außerdem die Steuern drastisch erhöhen. Im Herbst 1705 wurde eine Zwangsaushebung im ganzen Kurfürstentum angeordnet.

## Erste Aufstände
Als Konsequenz kam es zu ersten Aufständen und Gewalttätigkeiten der von der Zwangsaushebung betroffenen Männer in der Oberpfalz, in Niederbayern und in der Gegend um Tölz, die bereits die Losung für die folgenden Revolten prägten: „Liaba bairisch steam [sterben], als kaiserlich verdeam [verderben]“. Mit der Ausbreitung der Revolten übernahmen verstärkt Offiziere, Adlige, Beamte und Handwerker die Führung der Aufständischen und gaben den Umsturzbestrebungen das Ziel, die Rentämter Bayerns zu übernehmen. Zunächst wurde Burghausen belagert, das sich am 16. Dezember 1705 den Aufständischen ergab, genauso wie kurz darauf Braunau. Diese beiden Städte wurden damit zu den militärischen und politischen Zentren der Aufstandsbewegung. Das ganze Gebiet zwischen Donau und Inn wurde erobert und der Aufstand griff auf den Bayerischen Wald sowie Kelheim an der Donau über. In Braunau entstand auch das erste demokratische Gebilde des neuzeitlichen Europa, die sogenannte Gmein der Bürger und Bauern bzw. das „Braunauer Parlament“.

## Sendlinger Mordweihnacht

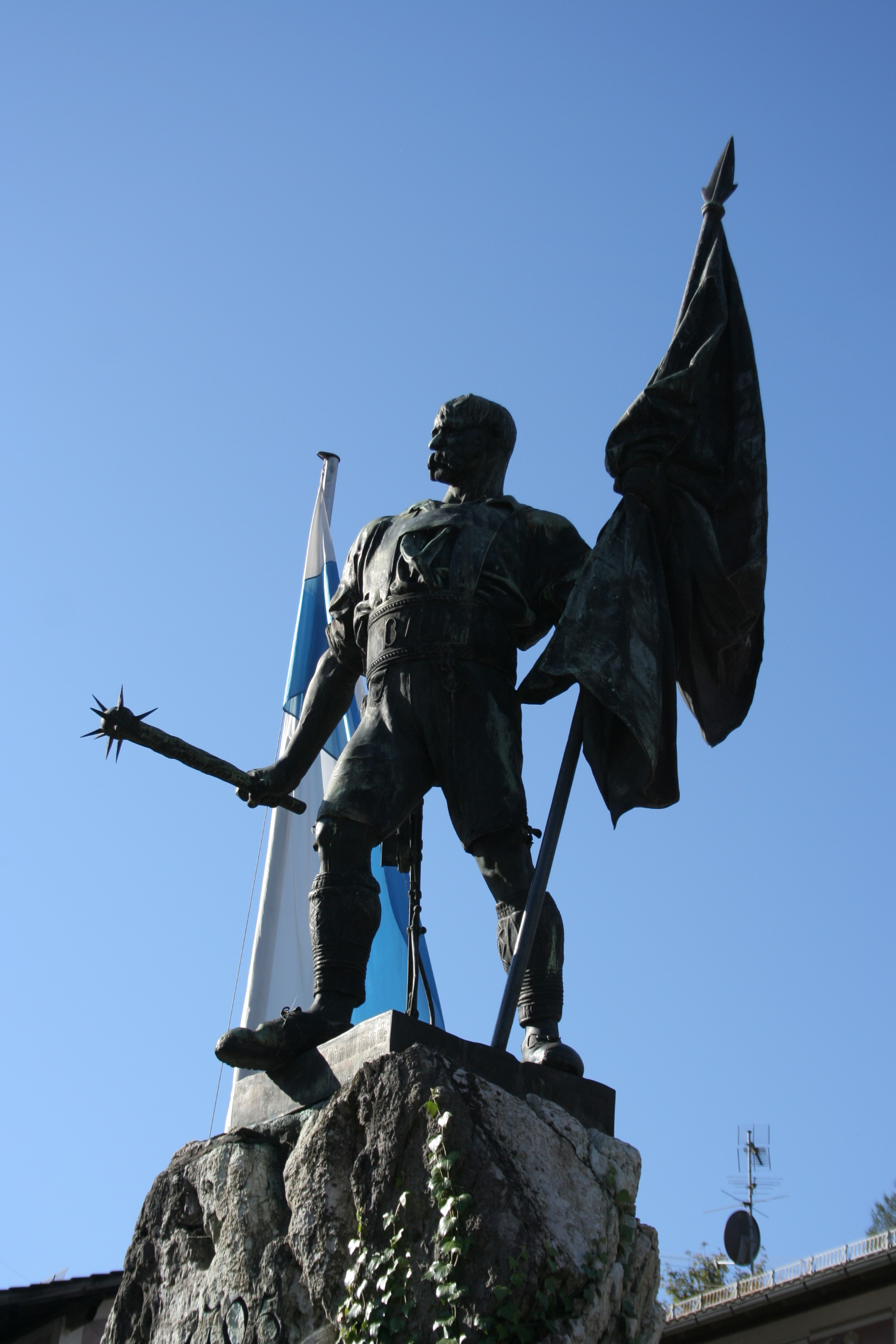
Schmied von Kochel in Kochel am See

Höhe- und zugleich Wendepunkt ist wohl die Sendlinger Mordweihnacht, bei der in der Nacht zum 25. Dezember 1705 in Sendling die Aufständischen aus dem bayerischen Oberland von Truppen Kaiser Josephs I. besiegt und völlig aufgerieben wurden. Die Zahl der in dieser Schlacht auf bayerischer Seite Getöteten wird auf etwa 1.100 Mann beziffert, auf der Gegenseite wird sie auf etwa 40 geschätzt. Ein Teil der Aufständischen wurde getötet, nachdem sie sich bereits ergeben hatten. Der Schlacht vorausgegangen war der Versuch der Aufständischen, die bayerische Hauptstadt München einzunehmen.

## Braunauer Parlament
Das Landesdefensionskongress tagte im Dezember 1705 im damals noch bayerischen Braunau am Inn. Noch lange vor der Französischen Revolution und einem deutschen Frühparlamentarismus trafen sich am 21. Dezember 1705 im Stadtquartier des Freiherrn von Paumgarten im Gasthof Breuninger in Braunau am Inn Vertreter der vier Stände Adel, Klerus, Bürger und Bauern. Sie vertraten Rentamtsgerichte des (damals bayerischen) Innviertels, unter anderem aus Braunau, Mattighofen, Mauerkirchen, Schärding, Burghausen. Der Kongress tagte öffentlich und die Vertreter der vier Stände besaßen gleiches Stimm- und Rederecht. Einer der ersten Entscheidungen des bald als „Parlament“ bezeichneten Kongresses war die Aufstellung der sogenannten „kurbaierischen Landesdefension“, eines Heeres, das die Österreicher aus München vertreiben sollte. Zu Weihnachten 1705 waren 16.000 Bewaffnete samt Kanonen unter militärischer Führung von Adeligen bis Ebersberg vor München vorgestoßen. Sie mussten sich zurückziehen, nachdem die aus dem Süden vor München vorgerückten Oberländer Bauern in der Sendlinger Mordweihnacht vernichtet wurden, bevor sie sich, wie geplant, mit den Inntaler Truppen vereinigen konnten. In der Folgezeit folgten militärische Niederlagen der Parlamentstruppen. Die Schlacht von Aidenbach am 8. Januar 1706 endete mit der völligen Niederlage der Volkserhebung und etwa 4.000 Gefallenen auf bayerischer Seite. Dies führte zum Zusammenbruch des Aufstands.

### Liste der bayerischen Freiheitskämpfer im Unterland
Eine „Liste über die Haupträdelsführer bei dem vorgewesten Bauernaufstand, Unterlands“ nennt 15 Namen:
1. „Der Metzger von Höchenwarth, Khurtz genannt“, heute: Hohenwart bei Emmerting, Landkreis Altötting
2. „Des Wirts Sohn von Engelsperg, so dermalen als ein pöckh in dem Graf Warttenbergischen Marhktfleckchen Düssling ansessich“, heute: Engelsberg, Landkreis Traunstein, und Tüßling, Landkreis Altötting
3. „Würth von Schilting“, vermutlich: Schildthurn, Landkreis Rottal-Inn
4. „Würth von Hürsching“, vermutlich: Hirschhorn in Wurmannsquick, Landkreis Rottal-Inn
5. „Würth von Imb“, Ibm in Eggelsberg, Bezirk Braunau
6. „Der sogenannte alte Hofpaur von Wuehrlach eine halbe Stundt von Braunau wohnhafft“
7. „Der Naglstetter im Kriesbach Gerichts Braunau“, heute: Kriebach in Hochburg-Ach, Bezirk Braunau
8. „(ingleichen) der rottpaartete Schwaiger, Gerichts Braunau“, ebenfalls Hochburg-Ach, Bezirk Braunau
9. „Schiennkhhueber zu Mitterndorf Gerichts Braunau“, heute: Mitterndorf in Hochburg-Ach, Bezirk Braunau
10. „Der Neuhauser zu Hochburg Gerichts Braunau“, heute: Hochburg in Hochburg-Ach, Bezirk Braunau
11. „Der sogenannte Maindlsperger dess Ambts Eggelsperg“, heute: Eggelsberg, Bezirk Braunau
12. „Der Plündtgannser gewester Congress Secretary in Braunau“, Georg Sebastian Plinganser aus Postmünster, Landkreis Rottal-Inn[3]
13. „Der Hauptrebell Meindl sambt dem Würth von Schweigsroidt“, Johann Georg Meindl aus Weng im Innkreis, Bezirk Braunau, Wirt von Schweigersreith, Maria Schmolln, Bezirk Braunau
14. „Der geweste Comissari Fux“, Matthias Ägidius Fuchs
15. Hoffmann, Johann Hoffmann, geboren in Pleystein, Oberpfalz, zu Beginn der Bayerischen Volkserhebung sesshaft in Tann, Landkreis Rottal-Inn

## Schlacht von Aidenbach
Die gut ausgerüsteten kaiserlichen Berufssoldaten marschierten nach ihrem Sieg vor München ins bayerische Unterland (Niederbayern). Sie erreichten Aidenbach am Morgen des 8. Januars 1706. 3.000 bis 7.000 schlecht ausgerüstete Bayern aus dem Unterland, vor allem aus dem Innviertel, standen einem kaiserlichen Berufsheer von ca. 1.300 Soldaten gegenüber. In der Schlacht von Aidenbach wurden 2.000 bis 3.000 Bayern grausam niedergemetzelt, während die Verluste der kaiserlichen Armee nur auf ca. 300 Soldaten geschätzt werden.Johann Hoffmann, der Führer der Landesdefension in der Schlacht von Aidenbach, konnte flüchten, wurde aber später ergriffen und 1706/7 in Braunau am Inn enthauptet.

## Zusammenbruch des bayerischen Volksaufstands
Am 11. Januar 1706 reiste eine Deputation des Landesdefensionskongress zu Friedensverhandlungen nach Salzburg. Ihr gehörten neben Bürgermeister Franz Dürnhardt die Freiherrn von Paumgarten und von Prielmayr, Bürgermeister Georg Ludwig Harter von Burghausen und der Bauer Franz Nagelstätter an. Am 13. Januar wurde Schärding, am 16. Cham, am 17. Braunau den Kaiserlichen übergeben und am 18. Januar 1706 kapitulierte Burghausen als letzte Stadt, die sich noch in der Hand der Landesdefension befand. Die Volkserhebung war damit niedergeschlagen.

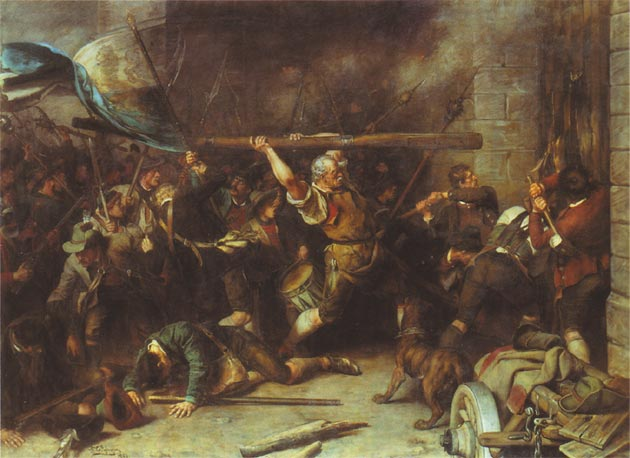
Defregger: Schmied von Kochel

Als wichtigste Anführer der Bayerische Volkserhebung gelten die Schützen von Aidenbach, Georg Sebastian Plinganser und Johann Georg Meindl. Reales Vorbild für den Schmied von Kochel war wohl Balthasar Riesenberger, Schmied vom Bach, der nachweislich am Gemetzel von Sendling teilgenommen hat. Aus seiner Person hat wohl das bayerische Volk jenen Schmiedbalthes von Kochel gemacht, der sich durch Kraft, Treue und Mut auszeichnete.

## Nachwirkungen
Die Kaiserliche Administration in Bayern unter Maximilian Karl Graf zu Löwenstein-Wertheim-Rochefort wählte in der Folge einen moderateren Kurs. Die Zwangsrekrutierungen wurden eingestellt und die Steuerforderungen gesenkt, so dass sich Bayern in den noch folgenden neun Jahren unter kaiserlicher Herrschaft zumindest in bescheidenem Maße wieder erholen konnte. Während die Sendlinger Mordweihnacht und die Person des Schmiedes von Kochel in der bayerischen Erinnerung noch heute eine große Rolle einnehmen, werden die frühdemokratischen Strukturen das Braunauer Parlamentes nur selten gewürdigt. Geschichtswissenschaftlich umstritten ist die von Hendric L. Wuermeling vertretene These, dass es sich beim bayerischen Volksaufstand 1705/06 um die „erste europäische Revolution“ mit dem Ziel einer „freien Republik“ handelte.
Siehe auch
- Bayerische Diversion im Spanischen Erbfolgekrieg
- Krausaufstand
- Erstes bayerisches Parlament in Braunau
- Schlacht von Aidenbach